# Будзислав
Будзислав (пол. Budzisław) — польский дворянский герб.

## Описание
В зелёном поле крепостные ворота с тремя башнями; под среднею из них меч и золотое перо, крестообразно, на раскрытой книге; над боковыми же, по золотой шестиугольной звезде.
В навершии шлема три страусовых пера. Герб Будзислав Будзишевского внесен в Часть 1 Гербовника дворянских родов Царства Польского, стр. 204.

## Герб используют
Герб вместе с потомственным дворянством Всемилостивейше пожалован Судье Люблянского Гражданского Трибунала в городе Седльцах Францу Францову сыну Будзишевскому, на основании статей 2-й и 6-й пунктов 2-х Положения о дворянстве 1836 года, Высочайшею Грамотою ГОСУДАРЯ ИМПЕРАТОРА И ЦАРЯ НИКОЛАЯ I, в 19 (31) день Августа 1847 г.